# ブルク劇場

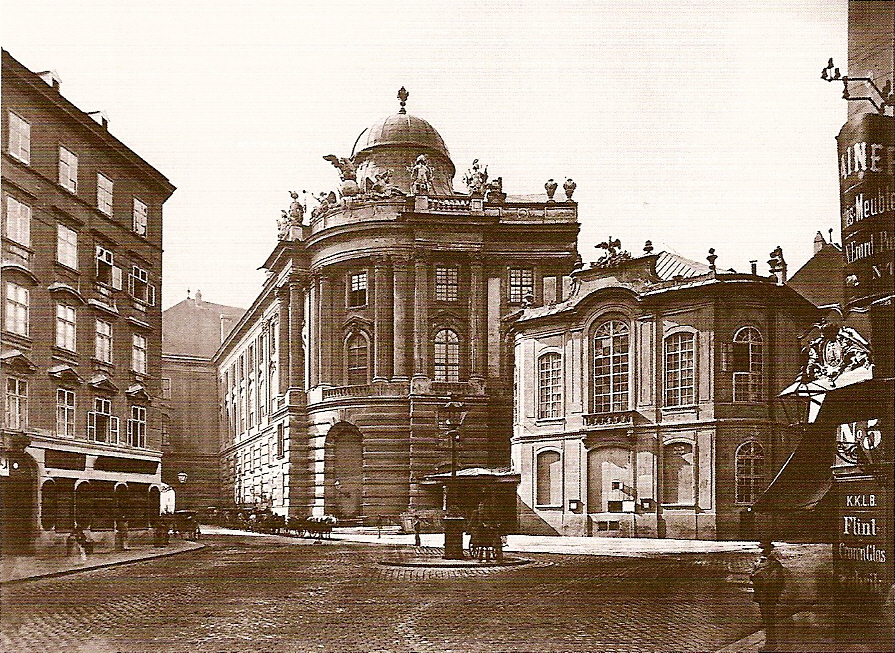
旧ブルク劇場（1888年）

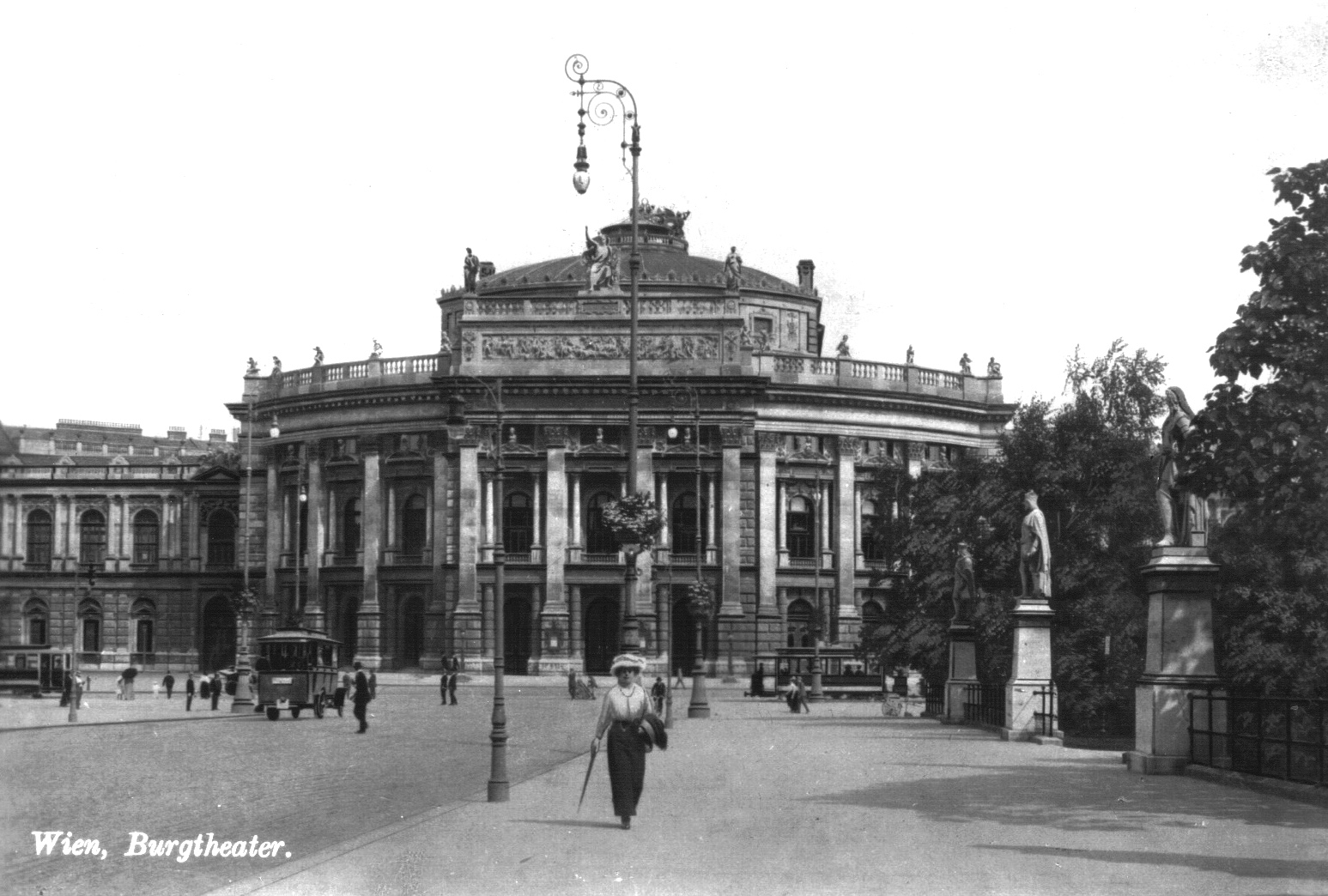
建設中のブルク劇場

ブルク劇場（ブルクげきじょう、独: Burgtheater）は、オーストリアのウィーンにある、ドイツ語圏で重要な劇場である。

## 概要
最初の建物はウィーンの宮廷劇場として1741年に完成した。フランツ1世（マリア・テレジアの夫）のフランス趣味に従って、当時のテニス（今でいうテニス（ローンテニス）でなく屋内で行うコート・テニス）のコートを改造したロココ建築の建物で、フランスオペラ座が公演を行っていたために当初「フランス劇場」とも呼ばれた（これに対して従来からあったもう一つの宮廷劇場であるケルントナートーア劇場は「ドイツ劇場」と呼ばれたが、ブルク劇場の方が格上だった）。ヨーゼフ2世時代の1776年に宮廷内のフランスオペラ座とイタリアオペラ座を廃止し、ブルク劇場を「国民劇場」 (de:Nationaltheater) としてドイツ語の劇のみを上演する改革が実行されたが、これは失敗に終わり、1783年にイタリアオペラ座が復活している。
モーツァルトの『後宮からの誘拐』、『フィガロの結婚』、『コジ・ファン・トゥッテ』、ベートーヴェンの交響曲第1番の初演会場として知られている。
現在の位置には1888年に完成したが、1945年の爆撃と火災で焼失、1955年に再建された。